# شانج شي
شانج شي هو بطل خارق خيالي ظهر في مجلات مارفل كومكس.يعرف بأنه سيد الكونج فو وفي سنوات لاحقة أكتسب فوة لإنشاء نسخ متعددة منه وأنضم للمنتقمون.
سيظهر شخصية شانج شي في عالم مارفل السينمائي لأول مرة في فيلم شانج شي وأسطورة الخواتم العشرة والذي من المقرر عرضه يوم 9 يوليو 2021 وسيقوم بدور شانج الممثل الكندي سيمو ليو.